# Barbie: Bühne frei für große Träume
Barbie: Bühne frei für große Träume (Originaltitel: Barbie: Big City, Big Dreams) ist ein Musical-Animationsfilm aus dem Jahr 2021. Mit Einführung der Figur Barbie „Brooklyn“ Roberts bildet er die Grundlage für nachfolgende Filme und Serien.

## Handlung
Barbie Roberts träumt davon, ein großer Star am Broadway zu werden. Um ihr Ziel erreichen zu können, begibt sie sich auf den Weg von Malibu nach New York City. Dort nimmt sie am Sommerprogramm der Handler Künstler-Akademie teil. Vor dem Gebäude angekommen, trifft sie auf ein Mädchen, das denselben Namen trägt wie sie: Barbie Roberts. Schnell freunden sich die beiden an und geben einander Spitznamen, um Verwechslungen zu vermeiden. Diese beziehen sich auf deren jeweiligen Wohnort – Malibu und Brooklyn. Weil beide zu früh angereist sind, beschließen sie, den Tag gemeinsam in der Stadt zu verbringen.
In der U-Bahn sieht Malibu ein Plakat der Sängerin „Emmie“ und erzählt, dass sie ihr großes Vorbild ist. Doch ihre neue Freundin scheint diese Begeisterung nicht zu teilen. Brooklyn gesteht, dass sie und Emmie einmal befreundet waren, sie sich aber nun schon seit einer Ewigkeit nicht mehr gesehen haben. Barbie „Malibu“ verspricht, dass sie sich niemals aus den Augen verlieren werden, auch wenn sie einmal berühmt sind. Mit dem neuen Tag beginnt auch das Programm und die Schüler bereiten sich auf die ersten Kurse vor. Die Freundinnen suchen einen Bühnensaal auf, in welchem die Dekanin der Akademie eine Begrüßungsrede hält. Hier erscheint ein geheimnisvolles Mädchen, welches unauffällig in der Menge Platz nimmt. Von Dekanin Morrison erfahren Brooklyn und Malibu, dass am Ende des Sommers ein Schüler beim großen Spotlight-Solo am Times Square auftreten darf. Beide möchten diese Chance nutzen.
Als sie den Saal wieder verlassen, treffen sie auf einen kleinen Hund, der sie direkt in den Kostümraum führt. Dort lernen sie Rafa kennen, einen jungen Designer, welcher am Kostümkurs der Hochschule teilnimmt. Dieser präsentiert ihnen seine neuesten Enwtürfe: zwei Kleider, die leider nicht seinen Vorstellungen entsprechen. Auf Knopfdruck sollten diese beginnen zu leuchten, doch das tun sie nicht. Die Freundinnen dagegen loben die Kleider, woraufhin Rafa sie ihnen schenkt. Die Kurse beginnen und Barbie „Malibu“ spürt, dass diese mit sehr harter Arbeit verbunden sind. Trotz allem bleibt sie motiviert, ihr Bestes zu geben.
Während der ersten Woche begegnen Brooklyn und Malibu dem geheimnisvollen Mädchen in der Mensa. Sie stellt sich als „Lee“ vor, doch möchte sie scheinbar den Kontakt zu Brooklyn vermeiden. Als Rafa zu ihnen stoßt, beginnt sich das Mädchen zu öffnen und plötzlich erkennt Brooklyn, wer vor ihnen sitzt. Es ist ihre damalige Freundin Emily, besser bekannt als Popstar Emmie. Sie gesteht den anderen, dass sie heimlich an der Hochschule ist, um etwas zu lernen und dabei ernst genommen zu werden. Als „Emmie“ würde man sie sofort anders behandeln und das möchte sie nicht. Die Freunde versprechen das Geheimnis zu waren. Emmie erklärt Brooklyn, warum der Kontakt zu ihr abgebrochen ist und mit den neuen Erkenntnissen gelingt eine Versöhnung. Später begeben sich Malibu und Brooklyn in den Park, wo die beiden entdecken, dass Rafas Kleider doch funktionieren. Man muss sich lediglich drehen, um die Lichteffekte zu aktivieren.
Zurück an der Künstler-Akademie treffen Barbie und Barbie auf den Vater von Emmie, der seinen Fokus nur auf ihre Karriere und den Profit legt. Vor dem Schulgebäude kommt er mit seiner Tochter ins Gespräch und stellt klar, dass ihm durch die Anmeldung an der Hochschule nun die Einnahmen einer Tour entgehen. Emmie soll das Spotlight-Solo gewinnen, um es als PR-Event vermarkten zu können. Doch sie weigert sich. Später üben die Mädchen zusammen auf der Bühne. Dort kommt es zu einem Unfall, bei dem Brooklyn von der Bühne stürzt und sich den Knöchel verstaucht. Barbie „Malibu“ macht sich große Vorwürfe, doch Brooklyn gibt ihr keine Schuld und möchte positiv auf die Zukunft blicken. Während sich ihre Freundin nun schonen muss, übt Malibu weiter für die Chance auf das Spotlight-Solo und wird zunehmend besser.
Eines Abends bittet Dekanin Morrison Barbie „Malibu“ in ihr Büro. Dort wird sie mit dem Vorwurf der Sabotage konfrontiert. Jemand behauptet, dass sie Brooklyn mit Absicht von der Bühne gestoßen hat, um sich damit einen Vorteil zu verschaffen. Die Dekanin wurde zum Handeln angewiesen, wenn nicht die Finanzierung der Akademie gestrichen werden soll. Das hat den sofortigen Ausschluss von Malibu aus dem Programm zur Folge. Auch Brooklyn wird über die Vorwürfe informiert und kann es zunächst nicht glauben. Doch Zweifel überkommen sie und bei dem Versuch alles aufzuklären, gehen die Freundinnen im Streit auseinander. Barbie verlässt den Campus und kehrt nach Malibu zurück.
An der Akademie finden Rafa und Emmie heraus, dass der Sturz doch ein Unfall war und Herr Miller (Emmies Vater) hinter den Anschuldigungen steckt. Nachdem sie Brooklyn darüber informiert haben, wenden sich die Freunde mit ihrem Verdacht an die Dekanin. Mit Hilfe eines Videos gelingt es, Malibus Unschuld zu beweisen und sie an die Akademie zurückzuholen. Emmie konfrontiert ihren Vater mit den neuen Erkenntnissen und er gesteht, dass es ihm nur um den Ausschluss der Konkurrenz und das Geschäft ging. Zuletzt legt er seiner Tochter nah, dass er nur ihr Bestes möchte. Unterdessen wird der Gewinner des Spotlight-Solos bekannt gegeben: Barbie Roberts. Die ganze Schule fragt sich jedoch, welche der beiden den Auftritt gewonnen hat. Auf der Bühne am Times-Square kommt es zum großen Finale. Emmie enntarnt sich als Popstar und moderiert die Veranstaltung. Dann kommen Malibu und Brooklyn gemeinsam auf die Bühne und performen den Song „Unser Ziel ist gleich erreicht“. Am Ende des Liedes reichen sie sich die Hände, schauen in die Kamera und der Vorhang fällt.

## Produktion
Die Produktion des Filmes war eine Kooperation zwischen Mattel Television und den Mainframe Studios.
Barbie: Bühne frei für große Träume wurde unter der Regie von Scott Pleydell-Pearce produziert, welcher unter anderem für seine Arbeit an Bob der Baumeister oder Blaze und die Moster Maschinen bekannt ist. Das Drehbuch entstand in Zusammenarbeit zwischen Christopher Keenan und Kate Splaine. Produzent war Ron Myrick. Zuständig für den Schnitt war Colin Adams. Die Filmmusik stammt von dem preisgekrönten Komponisten Daniel Rojas.
Am 1. September 2021 feierte der Film seine US-Premiere bei Netflix. Vorab lief er vom 20. August bis 23. Oktober 2021 bereits in ausgewählten Kinos von Großbritannien und Irland. In Deutschland war Barbie: Bühne frei für große Träume erstmalig am 4. September 2021 bei Super RTL zu sehen, bevor am 8. Oktober die Veröffentlichung als DVD durch die Edel unter dem Label Edel Kids folgte.

## Synchronisation
Die deutsche Synchronisation entstand unter der Dialogregie von Klaus-Peter Grap nach einem Buch von Nina Hundertschnee bei der Iyuno-SDI Group Germany in Berlin.
| Rolle                                          | Sprecher im Original | Deutscher Sprecher     |
| ---------------------------------------------- | -------------------- | ---------------------- |
| Barbie „Brooklyn“ Roberts (Sprache und Gesang) | Amber May            | Giovanna Winterfeldt   |
| Barbie „Malibu“ Roberts (Sprache)              | America Young        | Ilona Brokowski        |
| Barbie „Malibu“ Roberts (Gesang)               | America Young        | Romina Langenhan       |
| Chelsea Roberts                                | Cassidy Naber        | Rieke Werner           |
| Daisy Costopolis                               | Emma Adele Galvin    | Wicki Kalaitzi         |
| Dekanin Morrison                               | Dinora Walcott       | Heide Domanowski       |
| Emmie (Emily) / Lee                            | Giselle Fernandez    | Betty Förster          |
| George Roberts                                 | Greg Chun            | Armin Schlagwein       |
| Hausmeisterin                                  | Salli Saffioti       | Almut Zydra            |
| Herr Miller                                    | Joshua Tomar         | Bernd Egger            |
| Ken Carson                                     | Ritesh Rajan         | Gerrit Schmidt-Foß     |
| Margaret Roberts                               | Lisa Fuson           | Ulrike Stürzbecher     |
| Nikki Watkins                                  | Desirae Whitfield    | Jessica Walther-Gabory |
| Rafa (Sprache)                                 | Alejandro Saab       | Hannes Maurer          |
| Rafa (Gesang)                                  | Alejandro Saab       | Dirk Stollberg         |
| Skipper Roberts                                | Kirsten Day          | Luisa Wietzorek        |
| Stacie Roberts                                 | Cassandra Lee Morris | Lisa May-Mitsching     |
| Taxifahrer                                     | Bernardo De Paula    | Matthias Klages        |
| Teresa Rivera                                  | Cristina Milizia     | Giuliana Jakobeit      |
| Trommler                                       | Daniel Mk Cohen      | Michael Gugel          |

## Soundtrack
Die Lieder des Original Motion Picture Soundtracks stammen aus der Zusammenarbeit von Alison McDonald (nominiert für den Emmy-Award) mit dem mehrfach Platin-ausgezeichneten Songwriter und Musikproduzenten Matthew Tishler. Dieser ist unter anderem für seine Arbeit an High School Musical: Das Musical – Die Serie und Descendants 3 bekannt.
| Nr. | Spieldauer | Originaltitel              | Originalinterpret                        | Deutscher Titel                | Deutscher Interpret                                    |
| --- | ---------- | -------------------------- | ---------------------------------------- | ------------------------------ | ------------------------------------------------------ |
| 1   | 1:46 Min.  | Before Us                  | Amber May, America Young                 | Gemeinsam                      | Giovanna Winterfeldt, Romina Langenhan                 |
| 2   | 2:05 Min.  | Work It                    | America Young                            | Üben                           | Romina Langenhan                                       |
| 3   | 2:11 Min.  | Good Vibes                 | Amber May, America Young, Alejandro Saab | Das gute Gefühl                | Giovanna Winterfeldt, Romina Langenhan, Dirk Stollberg |
| 4   | 2:47 Min.  | Playground of Our Dreams   | Amber May, America Young                 | Kindheitsträume                | Giovanna Winterfeldt, Romina Langenhan                 |
| 5   | 2:12 Min.  | See You at the Finish Line | Amber May, America Young                 | Unser Ziel ist gleich erreicht | Giovanna Winterfeldt, Romina Langenhan                 |
| 6   | 2:40 Min.  | Big City Big Dreams        | Amber May, America Young                 | Großstadtträume                | Giovanna Winterfeldt, Romina Langenhan                 |